# Авершин, Константин Викторович
Константин Викторович Авершин (род. 7 октября 1976 года, Талды-Курган, Казахская ССР) — казахстанский предприниматель, общественно-политический деятель. Депутат Мажилиса Парламента Казахстана VII-VIII созывов (с марта 2022 года).

## Биография
Окончил в 1995 году колледж Bellerbys (Брайтон, Великобритания) по специальности «Бизнес и экономика», в 1998 году — бакалавриат Anglia Ruskin University (Кембридж, Великобритания), в 2018 году получил степень MBA в Российской академии народного хозяйства и государственного управления.
1998—1999 гг. — специалист коммерческого департамента ОАО «KEGOC».
1999—2001 гг. — главный менеджер коммерческого департамента ЗАО «Кедентранссервис».
2001—2009 гг. — проходил службу в войсковой части № 62156 КНБ РК.
2009—2011 гг. — региональный представитель компании Europe Aviation.
С 2013 года — учредитель ТОО «Red Dragon Almaty», владелец торговой марки и торговой сети «Red Dragon» в городе Алматы.
В 2016 году был избран депутатом маслихата города Алматы VI созыва (2016—2021).
В декабре 2020 года — кандидат в депутаты Мажилиса Парламента Казахстана от партии «Nur Otan» (с марта 2022 года переименована в партию «Amanat»). 29 марта 2022 года получил вакантный мандат по партийному списку и стал депутатом Мажилиса Парламента Казахстана VII созыва.
С 29 марта 2023 года — депутат Мажилиса Парламента Республики Казахстан VIII созыва по партийному списку партии «Аманат».

## Награды
- Орден «Курмет» (2017)
- Медаль «Арнайы жасақтағы қызметі үшін» (За службу в спецназе, 2014)
- Нагрудный специальный знак «ҰҚК — КНБ — Қазақстан» III степени (2007)